# Joël Calmettes
Joël Calmettes (11 de abril de 1960) es autor y realizador francés de films documentales.

## Filmografía
- 2018 : L'expérience 13 11 15 (titre provisoire), production INA (90 min) (Arte), difusión: 2020 (en cours)
- 2016 : Ferry, Clémenceau, le calme et la tempête (52 min) (France 5), voz : Elsa Lepoivre, Christian Gonon, Marc Fayet, dessins: Rita Mercedes.
- 2015 : La dette (1974-2015), histoire d'une gangrène (2 × 52 min) (France 5, Public Sénat).
- 2014 : Gilles Lapouge, le colporteur de songes, 54'.
- 2014 : Camus, Sartre : une amitié déchirée, 52'30 (France 5).
- 2013 : Vivre avec Camus, 54' (Arte) y 75'.
- 2013 : Gérard Garouste, retour aux sources, 53' (France 5, colección Empreintes).
- 2011 : De Gaulle et Mitterrand, notre histoire, 90' (France 3), escrito con Jacques Dubuisson.
- 2011 : Erik Orsenna, Eloge de la curiosité, 52' (France 5, colección Empreintes).
- 2010 : Berlin 1885, la ruée sur l'Afrique, docu-ficción de 90' sobre la Conferencia de Berlín, (Arte, RTBF, TSR, TV5) (difundido el 23 de febrero de 2011 a las 20h40 en el canal Arte) con Jacques Spiesser, Carlo Brandt, Pierre-Loup Rajot, etc. Voz: Florence Pernel. Música: Philippe Miller.
- 2010 : Gérard Garouste, la métamorphose d'une œuvre, 52'.
- 2010 : Jean Daniel, 52' (France 5, Collection Empreintes).
- 2009 : Albert Camus, le journalisme engagé, 52' (France 5, TSR), voz : Féodor Atkine, Christian Gonon, Alain Lenglet.
- 2009 : Nelson Mandela au nom de la liberté, 90' (France 2, France 5, RTBF, TSR), voz : Féodor Atkine, música original de Louis Sclavis.
- 2007 : Robert Badinter, la justice et la vie, 52' (France 5, collection Empreintes).
- 2007 : Livrez-nous Grynszpan, 90' (France 2, Arte), con Julien Tortora, voz : Jean-Pierre Marielle, música original de Carolin Petit.
- 2006 : Pourquoi pas l’Antarctique ?, 52' (France 5), con Isabelle Autissier y Erik Orsenna.
- 2006 : Salut au Grand Sud, 26' (France 3).
- 2005 : Gérard Garouste, le passeur, 52' (France 5).
- 2005 : Sur les routes du coton, 90', de Erik Orsenna (Arte, TV5).
- 2004 : Mario Botta, lumière et gravité, 26' (Arte).
- 2004 : Le Bonheur d'Alexandre Jollien, 58' (France 3, TSR).
- 2004 : Jeux olympiques, un destin français, 55', de Benoît Heimermann (France 3, TV5), voz : André Dussolier.
- 2003 : Le Soldat inconnu vivant, 52', según el libro homónimo de Jean-Yves Le Naour (Arte, France 2), voz : Denis Lavant, música original de Jean-Louis Valero.
- 2003 : Tanger, comme une île entre deux continents, 26' (Arte).
- 2003 : Djaïd le Canari, 26' (France 2).
- 2003 : Port Saïd, un rêve d'éternité, 26' (Arte).
- 2002 : La Culture, une affaire d’état, 87' (France 5).
- 2002 : Mitterrand et l’Affaire de l'Observatoire, 52' (France 2, France 5).
- 2001 : Ahmadou Kourouma, 26' (Arte).
- 2001 : Un abolitionniste : Robert Badinter, 55' (Arte).
- 2001 : Conversations avec les hommes du Biafra, 7 x 26' (Historia).
- 2001 : Histoires secrètes du Biafra, Foccart s’en va-t-en guerre, 54' (France 3).
- 2000 : Enquête sur la France, 57', de Erik Orsenna (La Cinquième).
- 2000 : Garry Kasparov, le joueur d'échecs, 57' (Arte, France 3, RTBF).
- 1999 : Éthiopie, trésors perdus du christiannime, 52' (Arte).
- 1999 : L'Affaire Grégory, le roman noir du fait divers, 52' (France 3).
- 1999 : Nicolas Bouvier, le vent des mots, 45', con Olivier Bauer (France 3, TSR), voz : Gérard Dessalles.
- 1999 : Albert Camus, une tragédie du bonheur, 52', con Jean Daniel (France 3), voz : Jean-Louis Trintignant, Michel Bouquet.
- 1998 : Une bien belle idée, 63' (Arte), Les Cinquante ans de la Déclaration des droits de l'homme, con la participación de Stéphane Hessel.
- 1997 : Lionel Jospin, coulisse d'une victoire, 54' (France 3).
- 1997 : Les french doctors dans le piège afghan, 57' (France 3), los 25 años de Médicos Sin Fronteras.
- 1996 : Les enfants d'Éthiopie, en participation avec l'UNESCO, 52' (France 2) música original de Denis Barbier.
- 1996 : Azalaï, la caravane de l'or blanc, les mines de sel de Taoudenit (Mali), 56' (France 3, National Geographic, La Cinquième), voz : Féodor Atkine, música original de Ali Farka Touré.

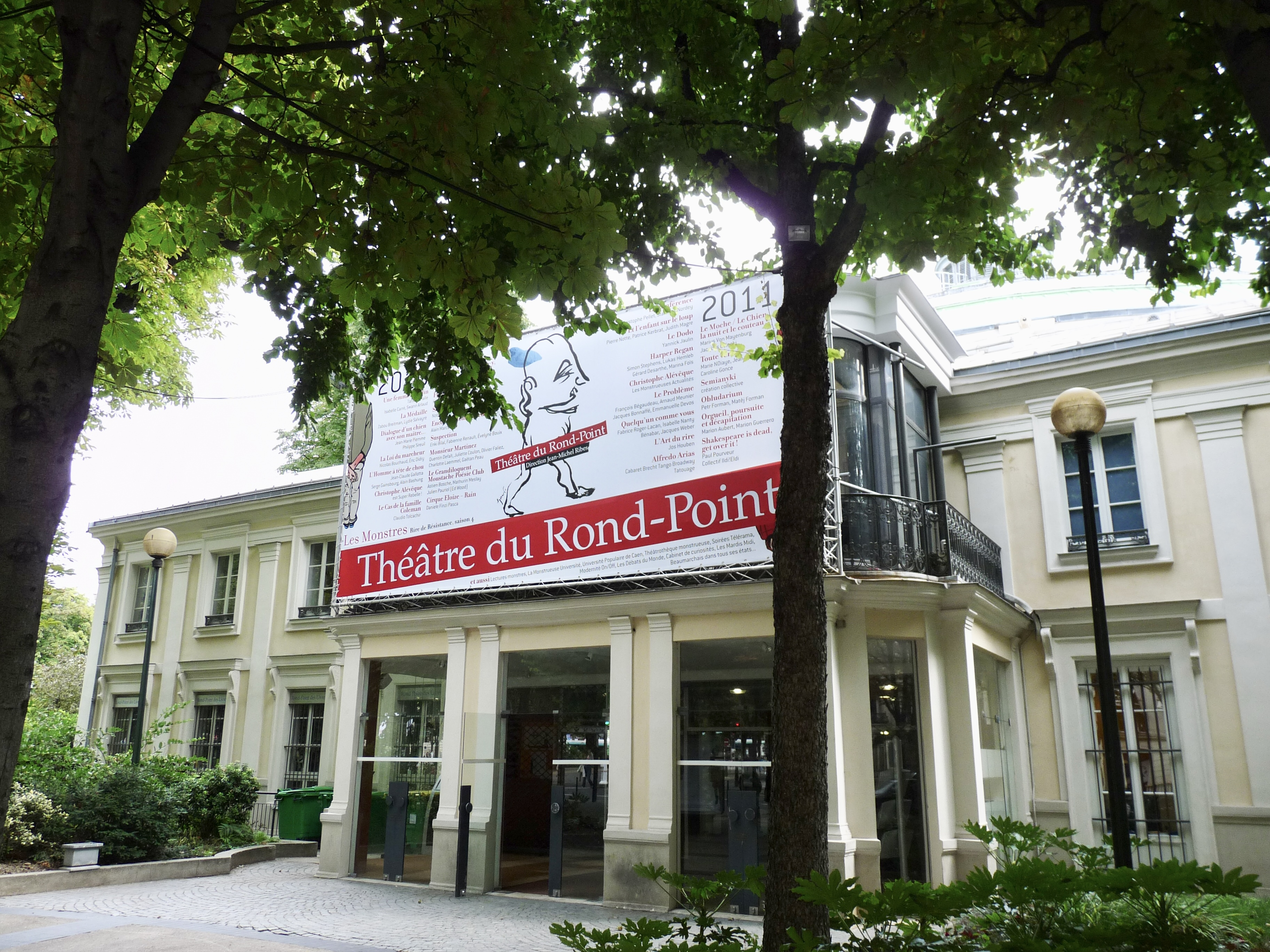
Entrada principal del Theatre du Rond Point, en París.

- 1995 : Le fleuve Níger, 52', d'Erik Orsenna (France 2), música original de Denis Barbier.
- 1995 : Carnet Vodka, 52' (France 3).
- 1995 : Nous étions ici la France, 44', de Stephen Smith (Arte).
- 1994 : La Maison des sans-abri, 57' (France 2), la Maison de Nanterre.
- 1994 : Le Premier Combat, 54', les coulisses de tournage de Lucky Punch (Ciné Cinéma).
- 1993 : La démocratie n'a pas d'ancêtres, les élections au village de Koygolo (Níger), 58' (France 3).

## Informaciones varias
Junto a Erik Orsenna, en el año 2003 Joël Calmettes creó Chiloé Productions, una sociedad de producción de films documentales.
En 2008 y con Gérard Garouste, escribió y puso en escena Le Classique et l'Indien, una obra de teatro que se realizó en el Théâtre du Rond-Point.